# 運動量
運動量（、英: momentum）とは、物体の運動の状態を表す物理量（ベクトル量）の1つであり、「静止した瞬間から現在までの間にその物体が受けた力積の総量」として定義される。単位は、kg⋅m/sまたはN⋅s。静止している物体の運動量は、{\displaystyle {\overrightarrow {0}}} kg⋅m/s（{\displaystyle {\overrightarrow {0}}} N⋅s）である。
初等的には、運動量は質量と速度の積として導入される。
この意味の運動量は後述する一般化された運動量と区別して、運動学的運動量（あるいは動的運動量）と呼ばれる。
また、角運動量という運動量とは異なる量と対比する上で、線型運動量などと呼ばれることもある。

## 概要
日常生活において、物体の持つ運動量は、動いている物体の止めにくさとして体感される。つまり、重くて速い物体ほど運動量が大きく、静止させるのに大きな力積が必要になる。
アイザック・ニュートンは運動量の時間的変化と力の関係を運動の第2法則として提示した。
解析力学では、上述の定義から離れ、運動量は一般化座標とオイラー＝ラグランジュ方程式を通じて与えられる。この運動量は一般化座標系における一般化速度の対応物として、一般化運動量と呼ばれる。
特にハミルトン形式の解析力学においては、正準方程式を通じて与えられる正準変数の一方を座標と呼び他方を運動量と呼ぶ。この意味の運動量は、他と区別して、正準運動量と呼ばれる。また、正準運動量は、正準方程式において座標の対となるという意味で、共役運動量と呼ばれる。運動量は、ハミルトン形式の力学では、速度よりも基本的な量であり、ハミルトン形式で記述される通常の量子力学においても重要な役割を果たす。
共役運動量と通常の運動学的運動量の違いが際立つ例として、磁場中を運動する電子の運動の例が挙げられる（#解析力学における運動量も参照）。電磁場中を運動する電子に対してはローレンツ力が働くが、このローレンツ力に対応する一般化されたポテンシャルエネルギーには電子の速度の項があるために、共役運動量はラグランジアンのポテンシャル項に依存した形になる。このとき共役運動量と運動学的運動量は一致しない。また、電磁場中の電子の運動を記述する古典的ハミルトニアンでは、共役運動量の部分がすべて共役運動量からベクトルポテンシャルの寄与を引いたものに置き換わる。

## 数学的表現
運動量は、運動の第2法則において、その時間に対する変化の割合が力と等しい量として導入される。
つまり、運動量 p はニュートンの運動方程式、
{\displaystyle {\frac {d{\boldsymbol {p}}}{dt}}={\boldsymbol {F}}(t)}
を満たす。力 F はベクトル量であり、運動量もまたベクトル量である。また、定義から明らかなように、運動量は時刻 t の関数として表される量である。
質点の運動量は、質点の速度に比例する。質点の運動量は、質点の速度を v と表し、比例係数を m とすると、
{\displaystyle {\boldsymbol {p}}=m{\boldsymbol {v}}}
で与えられる。
ここで導入された比例係数 m は慣性質量 (inertial mass) と呼ばれ質点の速度の変化し難さを表す。
運動量の変化量は力積であるが、運動の間、慣性質量が一定であるとすれば、速度の変化量は力積を慣性質量で割ったものとなる。従って、同じ大きさの力積に対しては、慣性質量が大きいほど速度の変化は小さいものとなる。

## 時間的な変化
時刻 t0 から t1 の間の物体の運動量の変化量を
{\displaystyle \Delta {\boldsymbol {p}}(t_{0};t_{1}):={\boldsymbol {p}}(t_{1})-{\boldsymbol {p}}(t_{0})=\int _{t_{0}}^{t_{1}}{\frac {d{\boldsymbol {p}}}{dt}}\,dt}
とする。
この物体が時刻 t に力 F(t) を受けながら運動していたとすると、運動方程式から運動量の時間変化率 dp/dt は力 F(t) に等しいため、運動量の変化量 Δp は
{\displaystyle \Delta {\boldsymbol {p}}(t_{0};t_{1})=\int _{t_{0}}^{t_{1}}{\boldsymbol {F}}(t)\,dt=:{\boldsymbol {I}}}
となり力 F(t) を時刻 t0 から t1 まで積分したものに等しい。
この力の時間積分 I は力積（impulse）と呼ばれ、運動量の変化量に等しい。
時間 Δt=t1−t0 で物体が受ける力の時間的な平均は
{\displaystyle {\boldsymbol {F}}_{\text{ave}}(t_{0};t_{1}):={\frac {1}{\Delta t}}\int _{t_{0}}^{t_{1}}{\boldsymbol {F}}(t)\,dt}
で定義される。力の時間平均 Fave を用いれば力積は
{\displaystyle {\boldsymbol {I}}=\Delta {\boldsymbol {p}}(t_{0};t_{1})={\boldsymbol {F}}_{\text{ave}}(t_{0};t_{1})\Delta t}
となる。
特に時間 Δt が充分に短く、力が一定であると見なせる場合には、力積は単に力と時間の積
{\displaystyle {\boldsymbol {I}}=\Delta {\boldsymbol {p}}={\boldsymbol {F}}\,\Delta t}
として表すことができる。
つまり、物体に一定の力を加えて、物体の運動量の変化を大きくするには、力が作用する時間を長くすればよい。逆に、大きな力を加えたとしても、それがごく短期間のものであれば、物体に与える力積は小さくなる。

## 質点系の運動
運動量は加法的な量であり、系の全運動量は部分の運動量の和で表される。
質点系の全運動量 P は、質点 i = 1, 2, 3,... の運動量 pi = mivi = midri/dt とすれば
{\displaystyle {\boldsymbol {P}}(t)=\sum _{i}{\boldsymbol {p}}_{i}(t)=\sum _{i}m_{i}\,{\frac {d{\boldsymbol {r}}_{i}}{dt}}={\frac {d}{dt}}\left(\sum _{i}m_{i}\,{\boldsymbol {r}}_{i}(t)\right)}
となる。
ここで質点系の全質量 M と質量中心 rg を
{\displaystyle M=\sum _{i}m_{i},~{\boldsymbol {r}}_{g}(t)={\frac {1}{M}}\sum _{i}m_{i}\,{\boldsymbol {r}}_{i}(t)}
により導入すれば
{\displaystyle {\boldsymbol {P}}(t)=M{\frac {d{\boldsymbol {r}}_{g}}{dt}}}
となる。
即ち、質点系の全運動量は、質量中心に全質量が集中していると考えたときの運動量に等しい。
質点 i の運動量 pi の時間変化は、質点 i に作用する力 Fi に等しく
{\displaystyle {\frac {d{\boldsymbol {p}}_{i}}{dt}}={\boldsymbol {F}}_{i}}
を満たす。
ここで質点 i に作用する力は、質点系の外部から作用する外力と、系に含まれる他の質点との内部相互作用に分けられる。
質点 i に作用する外力を fi、質点 j から質点 i に作用する内力を fij とすれば
{\displaystyle {\boldsymbol {F}}_{i}={\boldsymbol {f}}_{i}+\sum _{j}{\boldsymbol {f}}_{ij}}
と表される。
ただし、質点 i から質点 i 自身に作用する力は fii = 0 とする。
全運動量の時間変化を考えると
{\displaystyle {\frac {d{\boldsymbol {P}}}{dt}}=\sum _{i}{\frac {d{\boldsymbol {p}}_{i}}{dt}}=\sum _{i}{\boldsymbol {f}}_{i}+\sum _{i,j}{\boldsymbol {f}}_{ij}}
となる。
ここで運動の第3法則から、質点 j から質点 i に作用する力 fij と
質点 i から質点 j に作用する力 fji は大きさが等しく符号が逆なので
{\displaystyle {\boldsymbol {f}}_{ij}=-{\boldsymbol {f}}_{ji},~{\boldsymbol {f}}_{ij}+{\boldsymbol {f}}_{ji}=0}
が成り立ち、内力を全て足し合わせたものは 0 となる。
従って
{\displaystyle {\frac {d{\boldsymbol {P}}}{dt}}=M{\frac {d^{2}{\boldsymbol {r}}_{g}}{dt^{2}}}=\sum _{i}{\boldsymbol {f}}_{i}}
となり、質点系の全運動量の時間変化は作用する外力の総和と等しい。
これは、重力などの単純な外力の下では質量中心の運動が相対位置の運動から分離できることを意味している。

## 保存則
質点系の運動において、特に作用する外力が釣り合っている場合は
{\displaystyle {\frac {d{\boldsymbol {P}}}{dt}}={\frac {d}{dt}}\left(\sum _{i}{\boldsymbol {p}}_{i}(t)\right)=0}
{\displaystyle {\boldsymbol {P}}(t)=\sum _{i}{\boldsymbol {p}}_{i}(t)={\text{const.}}}
が成り立つ。
つまり、この系では系の全運動量は時間的に変化しない。これは運動量保存の法則 (law of conservation of momentum) と呼ばれる。運動量保存の法則は、ニュートン力学においては作用反作用の法則から導かれるが、運動量保存則自体は作用反作用の法則より一般的に成り立つ法則である。たとえば、電磁気学などの場の理論では近接作用論の立場をとり、遠隔作用論的な法則である作用反作用の法則をその基礎には置かない。しかしながら、電磁気学においても運動量保存の法則は成り立ち、それに伴い運動量の定義も拡張される。

## モーメント
物理学において、ベクトルで表される物理量とある原点に対する位置の外積をモーメントという。運動量のモーメントは、角運動量 (angular momentum) と呼ばれ、次のように定義される。
{\displaystyle {\boldsymbol {L}}:={\boldsymbol {r}}\times {\boldsymbol {p}}.}
古典的な角運動量の大きさは、位置ベクトル r の大きさと、運動量  p の r に直交する成分の大きさの積として表される。2 つのベクトル r, p が載っている平面上の、2 つのベクトル r, p の間の角度を θ とすれば、角運動量の大きさは次のように表される。
{\displaystyle \left|{\boldsymbol {L}}\right|=\left|{\boldsymbol {r}}\right|\left|{\boldsymbol {p}}_{\perp }\right|=\left|{\boldsymbol {r}}\right|\left|{\boldsymbol {p}}\right|\sin \theta .}
解析力学においては、角運動量は角度に対応した一般化運動量として得られる。
角運動量は、ニュートンの運動方程式と同様な方程式、
{\displaystyle {\frac {d{\boldsymbol {L}}}{dt}}={\boldsymbol {N}}}
を満たす。ここで N ≔ r × F は物体に作用する力のモーメントである。

## 解析力学における運動量
解析力学において、一般化座標 qi に対応する一般化運動量 (generalized momentum) pi はその系のラグランジアン L(q, ) の一般化速度 i による偏微分として定義される。
{\displaystyle p_{i}:={\frac {\partial L({\boldsymbol {q}},{\dot {\boldsymbol {q}}})}{\partial {\dot {q}}_{i}}}}
ここで、ラグランジアン L(q, ) は、運動エネルギー K、ポテンシャル U の差として定義される。
{\displaystyle L=K-U.}
ハミルトン形式の力学では、一般化速度の代わりに一般化運動量が力学変数として用いられる。ハミルトニアン H(q, p) は、ラグランジアン L(q, ) のルジャンドル変換として定義される。ルジャンドル変換
{\displaystyle H({\boldsymbol {q}},{\boldsymbol {p}}):=\max _{{\dot {\boldsymbol {q}}}\in D}\left\{{\dot {\boldsymbol {q}}}\cdot {\boldsymbol {p}}-L({\boldsymbol {q}},{\dot {\boldsymbol {q}}})\right\}}
の右辺を最大化する  を考えると、ルジャンドル変換をする領域 D の中でラグランジアンが凸でありかつ充分滑らかなら、そのような  は以下の関係を満たす。
{\displaystyle {\frac {\partial }{\partial {\dot {\boldsymbol {q}}}}}\left({\dot {\boldsymbol {q}}}\cdot {\boldsymbol {p}}-L({\boldsymbol {q}},{\dot {\boldsymbol {q}}})\right)={\boldsymbol {0}}.}
これはすなわち、ハミルトニアンの変数 p が一般化運動量に等しいことを意味する。

### 直交座標系
3 次元の直交座標系 x = x + y + z においては、ポテンシャルが速度  に依存しないときには
{\displaystyle L({\boldsymbol {x}},{\dot {\boldsymbol {x}}})={\frac {m}{2}}({\dot {x}}^{2}+{\dot {y}}^{2}+{\dot {z}}^{2})-U({\boldsymbol {x}})}
{\displaystyle p_{\alpha }={\frac {\partial L}{\partial {\dot {\alpha }}}}=m{\dot {\alpha }},\quad \alpha =x,y,z}
であり、このとき一般化運動量 p は質量と速度の積となっている。これはニュートン形式の運動量に一致する。

### 極座標系
一般化座標として二次元極座標 x = (r, θ) を選ぶと、ラグランジアン及び r, θ に共役な運動量 pr, pθ はそれぞれ
{\displaystyle L(r,\theta ,{\dot {r}},{\dot {\theta }})={\frac {m}{2}}({\dot {r}}^{2}+r^{2}{\dot {\theta }}^{2})-U({\boldsymbol {x}})}
{\displaystyle p_{r}={\frac {\partial L}{\partial {\dot {r}}}}=m{\dot {r}}}
{\displaystyle p_{\theta }={\frac {\partial L}{\partial {\dot {\theta }}}}=mr^{2}{\dot {\theta }}}
となる。ここで、θ に共役な運動量は角運動量となっている。また r の共役運動量は動径方向への運動量を表している。

### 一般化されたポテンシャル
ポテンシャルが速度に依存するときもある。このとき直交座標系における一般化運動量はニュートン力学におけるものとは異なっている。
{\displaystyle p_{i}={\frac {\partial (K({\boldsymbol {v}})-U({\boldsymbol {x}},{\boldsymbol {v}}))}{\partial v_{i}}}\neq {\frac {\partial K({\boldsymbol {v}})}{\partial v_{i}}}=mv_{i}.}
このような系の例として、電磁場中を運動する電荷を持つ粒子の非相対論的な運動が挙げられる。
この系のラグランジアンは具体的に
{\displaystyle L({\boldsymbol {x}},{\boldsymbol {v}})={\frac {m}{2}}{\boldsymbol {v}}^{2}-e\phi ({\boldsymbol {x}})+e{\boldsymbol {v}}\cdot {\boldsymbol {A}}({\boldsymbol {x}})}
である。ここで e は物体の持つ電荷、φ はスカラーポテンシャル、A はベクトルポテンシャルである。このとき、共役運動量は
{\displaystyle {\boldsymbol {p}}=m{\boldsymbol {v}}+e{\boldsymbol {A}}}
となる。このときの共役運動量は質量と速度の積の普通の運動量に、電磁場との相互作用による eA の項が加わる。
このとき、ハミルトニアンは、ルジャンドル変換
{\displaystyle H({\boldsymbol {x}},{\boldsymbol {p}})={\boldsymbol {v}}\cdot {\boldsymbol {p}}-L({\boldsymbol {x}},{\boldsymbol {v}})}
より、
{\displaystyle H({\boldsymbol {x}},{\boldsymbol {p}})={\frac {\left({\boldsymbol {p}}-e{\boldsymbol {A}}({\boldsymbol {x}})\right)^{2}}{2m}}+e\phi ({\boldsymbol {x}})}
となる。ベクトルポテンシャルのない系と比べると、形式的には共役運動量 p を運動学的な運動量 p − eA に置き換えたものとなっている。

## 相対性理論
相対性理論において運動量とエネルギーはミンコフスキー空間における四元ベクトルを為し、
{\displaystyle p^{\mu }=m{\frac {dx^{\mu }}{d\tau }}}
である（m は質量、τ は固有時間）。これの空間成分は
{\displaystyle p_{j}=m{\frac {dx_{j}}{dt}}{\frac {dt}{d\tau }}={\frac {mv_{j}}{\sqrt {1-{\tfrac {v^{2}}{c^{2}}}}}}}
となる。非相対論的極限 v/c → 0 において前述の運動量（質量と速度の積）に一致する。
運動量とエネルギーは
{\displaystyle -m^{2}c^{2}=-{\frac {E^{2}}{c^{2}}}+{\vec {p}}^{2}}
の関係を満たしている。運動量が 0 の場合は有名な E = mc2 の式になっている。

## 量子論
光（あるいは電磁波）は波であるが、実験によりエネルギーと運動量を持つ粒子でもあると考えられている。
そのエネルギーと運動量は
{\displaystyle E=h\nu =\hbar \omega }
{\displaystyle p={\frac {h\nu }{c}}={\frac {h}{\lambda }}=\hbar k}
である。（ここで h はプランク定数、ν は振動数、ω = 2πν は角振動数、c は真空中の光速、λ は波長、k は波数である）
前述のエネルギーと運動量の関係式にこの関係を入れると、ω = ck からこの粒子の質量は 0 であることが分かる。この質量 0 の粒子を光子という。
量子力学では、上記の古典論的運動量  {\displaystyle {\vec {p}}} は、波動関数 {\displaystyle \psi (t,{\vec {x}})=\psi (t,x,y,z)} に対する、
{\displaystyle {\vec {p}}\rightarrow {\frac {\hbar }{i}}{\vec {\nabla }}=\left({\frac {\hbar }{i}}{\frac {\partial }{\partial x}},{\frac {\hbar }{i}}{\frac {\partial }{\partial y}},{\frac {\hbar }{i}}{\frac {\partial }{\partial z}}\right)}
という演算子であるとみなされる。ここに、{\displaystyle \,i} は虚数単位、{\displaystyle \,\nabla }はナブラである。
或いはエネルギーとまとめて四元ベクトルで表すと、
{\displaystyle p_{\mu }\rightarrow {\frac {\hbar }{i}}{\frac {\partial }{\partial x^{\mu }}}}
である。これらは対応原理と呼ばれ、解析力学における作用積分 {\displaystyle \,S} の汎関数微分が
{\displaystyle {\frac {\delta S}{\delta x^{\mu }}}=p_{\mu }}
であることなどから類推された。
また、正準量子化という方法によれば、位置と運動量は正準交換関係
{\displaystyle [x^{\mu },p_{\nu }]=i\hbar \delta _{\nu }^{\mu }}
{\displaystyle [x^{\mu },x^{\nu }]=0\,,\,[p_{\mu },p_{\nu }]=0}
を満たす物理量として量子化される。

## 対称性との関係
運動量は空間の一様性（並進対称性）に対応する保存量である。
時間の一様性に対応するエネルギー、空間の等方性に対応する角運動量とともに、基本的な物理量である。